# Зной (фильм, 1963)
«Зной» — художественный фильм, снятый Ларисой Шепитько в 1963 году по мотивам повести Чингиза Айтматова «Верблюжий глаз».
Картина, являющаяся дипломной работой выпускницы ВГИКа, была замечена прессой и получила премию за режиссуру на Всесоюзном кинофестивале (1964).

## История фильма
Работа над фильмом, действие которого разворачивается во время освоения целинных земель, проходила в казахстанской полупустыне Анархай (ныне Алматинская область, Жамбылский район) в условиях сорокаградусной жары. В первые дни съёмок Лариса Шепитько и её однокурсница и соавтор Ирина Поволоцкая заболели желтухой. Поволоцкую отправили самолётом в Москву, а Шепитько поместили в инфекционный барак, откуда доставляли на площадку на носилках. Чингиз Айтматов, периодически приезжавший в киноэкспедицию, впоследствии вспоминал, что съёмочные условия были крайне тяжёлыми:
Несмотря на это, она закончила картину, сняла фильм в обстановке, где, по сути дела, ничего, кроме кинокамеры и её воли, не было.
На определённом этапе к работе над фильмом подключился Элем Климов. По его словам, выпускница института кинематографии, снявшая первую в истории киностудии «Киргизфильм» игровую ленту, получила от местного населения титул «матери киргизского кино».
Монтаж картины и запись звука осуществлялись на киностудии имени Горького. Последствия болезни по-прежнему давали о себе знать; Шепитько иногда теряла сознание, но, получив помощь медиков, возвращалась к работе. Когда состояние её здоровья потребовало госпитализации, бразды правления в студии взял на себя Климов.
Жизнь распорядилась так, что Элему было суждено помогать Ларисе на первой её картине и завершать последнюю.
Лариса Шепитько не любила вспоминать про фильм «Зной», называла его «ученическим экзерсисом», а съёмочный процесс — «судорожным барахтаньем в воде»: слишком много сил пришлось ей потратить ради выполнения поставленной задачи. Оценивая свою дебютную работу строже любого кинокритика, режиссёр отмечала, что некоторые сцены во второй и частично третьей частях картины «недопустимо затянуты», а попытки сохранить на протяжении всей ленты «точный внутрикадровый ритм» оказались неудачными.

## Содержание
Отправляясь по комсомольской путёвке на освоение целины, семнадцатилетний Кемель (Болотбек Шамшиев) искренне верит, что его энтузиазм и трудолюбие будут востребованы. Однако бригада, в которую попадает юноша, имеет сложившийся формат отношений. Лидером небольшого коллектива является тракторист Абакир Джураев — человек жёсткий, властный, требующий от всех беспрекословного подчинения.
Наблюдая за Абакиром, Кемель испытывает двойственные чувства: он, с одной стороны, восхищается профессионализмом и самоотверженностью тракториста, с другой — возмущается нетерпимостью Джураева к любой точке зрения, кроме собственной. Задевает юношу и потребительское отношение Абакира к влюблённой в него Калипе.
После одной из ссор Кемель не выдерживает, забирает рюкзак с вещами и покидает бригаду. Но уйти слишком далеко не может: какая-то сила возвращает юношу — то ли мысли о красивой девушке-пастушке, которую он встретил возле источника, то ли внутреннее чувство ответственности за тех, к кому успел привыкнуть.

## Рецензии и отзывы
Публицистическая страстность «Зноя», его попадание в эпицентр духовной жизни 1960-х годов было тем бо́льшим художественным открытием кинематографистов, чем тоньше был способ выражения конфликта.
В основе сюжета, по мнению киноведов, лежит борьба характеров, «прекраснодушие против зла». Однако режиссёр сумела избежать линейного создания образов, а потому к лучшим эпизодам картины относятся те, где Абакир остаётся наедине со своей «усталой тоской». Кинокритик Армен Медведев, увидевший в Джураеве «насмешливого философа», отмечал, что, будучи человеком сильным, герой вместе с чувством времени теряет себя самого. Актёр Нурмухан Жантурин, исполнивший роль Абакира, соединил в одном образе «размах душевных движений героя», показав живого человека, который сам страдает от переполняющей его безудержной силы.
Бог весть, кто придумал это точное название — «Зной». В нём был накал столкновения, душевный микроклимат героев, чреватый стычками ежеминутно. Конфликт возникал уже в самом начале. Течение фильма почти не ведало спадов. Всё время — напряжение. Всё время — ожидание взрыва.
У Клары Юсупжановой, исполнившей роль Калипы, по сценарию мало слов. Процесс развития образа идёт через взгляды, в которых читается то «слепое, рабское повиновение» Абакиру, то растущее чувство жалости по отношению к Кемелю. Тоска в глазах героини сменяется надеждой; вместе с болью «выпрямляется её душа».
Поводом к отдельному исследованию стала музыка. Композитор Роман Леденёв выбрал в качестве опорной точки «противопоставление родника и пустыни». Тема одиночества — выжженной пустыни, — негромко заявленная уже в начальных титрах, развивается с помощью флейты. Когда на экране появляется живой источник, а вместе с ним — потрясшая воображение Кемеля девочка-пастушка, возникают звуки скрипки.
Так и в дальнейшем музыка будет открывать скрытые мотивы, откроет неожиданную близость Кемеля — тоже по-своему одинокого среди людей — и Абакира.

## Роли исполняли
| Актёр              | Роль                                      |
| ------------------ | ----------------------------------------- |
| Болотбек Шамшиев   | Кемель (озвучивал Семён Морозов)          |
| Нурмухан Жантурин  | Абакир Джураев (озвучивал Николай Граббе) |
| Клара Юсупжанова   | Калипа                                    |
| Кумболот Досумбаев | Шейшен (озвучивал Юрий Саранцев)          |
| Даркуль Куюкова    | Альдей                                    |
| К. Эсенов          | Садабек                                   |
| Роза Табалдиева    | девочка-пастушка                          |
| Садыкбек Джаманов  | Джумаш                                    |

## Съёмочная группа
- Лариса Шепитько — режиссёр
- Иосиф Ольшанский, Ирина Поволоцкая, Лариса Шепитько, Семён Лунгин, Илья Нусинов — авторы сценария
- Владимир Архангельский, Юрий Сокол — операторы
- Роман Леденёв — композитор
- Александр Макаров — художник
- Толомуш Океев, Юрий Шеин — звукооператоры

## Награды и фестивали
- Смотр-конкурс кинематографистов республик Средней Азии и Казахстана (1963) — приз (Лариса Шепитько)
- Международный кинофестиваль в Карловых Варах (1964) — Большая премия симпозиума молодых кинематографистов
- Всесоюзный кинофестиваль (1964) — премия за режиссуру (Лариса Шепитько)
- Международный кинофестиваль стран Азии и Африки во Франкфурте-на-Майне (1965) — диплом жюри